# N M Rothschild & Sons
La N M Rothschild & Sons Limited (più comunemente nota semplicemente come Rothschild) è una banca d'investimento della famiglia tedesca Rothschild. Essa è stata fondata nella Città di Londra nel 1811 ed è attualmente una società globale con oltre 40 uffici in tutto il mondo.
L'impresa agisce in qualità di advisor finanziario di alcune delle più importanti aziende, dei governi e delle famiglie più ricche del mondo.

Secondo lo storico Niall Ferguson: 

## Storia
Tra la fine del XVIII secolo e l'inizio del XIX secolo, Mayer Amschel Rothschild divenne l'"ebreo di corte" nel langraviato d'Assia-Kassel, nel Sacro Romano Impero. Per perseguire una maggiore espansione dell'attività Amschel inviò i suoi figli in varie capitali d'Europa per avviare operazioni bancarie; in particolare il suo terzo figlio, Nathan Mayer Rothschild, fu inviato in Inghilterra.
Nathan Mayer Rothschild prima si stabilì a Manchester, dove iniziò un'attività nel settore finanziario, tessile e commerciale. In seguito si trasferì a Londra, dove fondò NM Rothschild & Sons nel 1811, attraverso la quale fece fortuna con il suo coinvolgimento nel mercato delle obbligazioni governative.
Durante la prima parte del XIX secolo la banca d'affari Rothschild di Londra ebbe un ruolo di primo piano nella gestione e nel finanziamento delle sovvenzioni che il governo britannico trasferiva ai suoi alleati durante le guerre napoleoniche. Attraverso la creazione di una rete di agenti, corrieri e spedizionieri, la banca fu in grado di mettere a disposizione fondi per l'esercito del Duca di Wellington in Portogallo e Spagna. Nel 1818 la banca d'affari Rothschild organizzò un prestito di 5 milioni di sterline al governo prussiano e il collocamento di obbligazioni per prestiti governativi. Il consolidamento di altri innovativi e complessi progetti di finanziamento per il governo costituì un pilastro della banca d'affari per la gran parte del XIX secolo.
NM Rothschild & Sons' divenne importante nella City di Londra a partire dal 1825, a tal punto che la banca era capace di fornire abbastanza moneta alla Banca d'Inghilterra al fine di evitare crisi di liquidità. Come la maggior parte delle aziende con operazioni a livello globale nel XIX secolo, Rothschild fu sospettata di legami con la schiavitù, anche se la banca fu in effetti determinante nell'abolizione della stessa fornendo una prestito di 15 milioni di sterline per far passare lo Slavery Abolition Act del 1833.
Si calcola che la fortuna di Nathan Mayer Rothschild ammontò a circa lo 0,62% delle entrate dello Stato inglese.
Il figlio più giovane di Nathan Mayer, Lionel de Rothschild  (1808-1879), gli successe come capo della filiale di Londra. Con Lionel la banca finanziò il governo britannico nel 1875 per l'acquisto di una posizione di controllo nel Canale di Suez. Lionel iniziò a investire in ferrovie come suo zio Giacomo aveva già fatto in Francia. Nel 1869, il figlio di Lionel, Alfred de Rothschild (1842-1918), divenne direttore della Banca d'Inghilterra, un incarico che mantenne per 20 anni. Alfred fu uno dei banchieri che rappresentarono il governo britannico nel 1892 alla Conferenza monetaria a Bruxelles.
La banca d'affari Rothschild finanziò Cecil Rhodes nello sviluppo della Società britannica per il Sudafrica e Leopold de Rothschild (1845-1917) amministrò le tenute di Rhodes dopo la sua morte nel 1902 e contribuì a istituire un sistema di borse di studio intestate a Rhodes presso l'Università di Oxford. Nel 1873 de Rothschild Frères, in Francia, e NM Rothschild & Sons di Londra aderirono con altri investitori all'acquisizione dal governo spagnolo delle miniere di rame Rio Tinto, che erano in perdita. I nuovi proprietari della società ristrutturarono e trasformarono l'attività in un business redditizio. Nel 1905 la Rothschild aveva in Rio Tinto quote per più del 30 per cento. Nel 1887, la sede francese e quella inglese della Rothschild investirono direttamente e lanciarono un prestito per investire nella De Beers, società di gestione delle miniere di diamanti in Sudafrica, diventando così i suoi maggiori azionisti.

## Struttura
Nel ventesimo secolo, Rothschild si è trasformata in un'importante organizzazione globale che ha sviluppato la capacità di garantire consulenza in ruoli chiave nell'ambito di alcune delle più importanti e complesse fusioni e acquisizioni. Dal 1980 in poi Rothschild ha svolto un ruolo primario a livello internazionale nel fenomeno della privatizzazione, dove la società è stata coinvolta sin dall'inizio e dove ha in effetti svolto un ruolo pionieristico. Rothschild è indirettamente controllata dalla Rothschild Continuation Holdings AG.
Rothschild è costantemente fra le maggiori 10 banche al mondiale di investimento che effettuano consulenza in "mergers and acquisitions". Secondo il Thomson Financial, nel 2007, Rothschild ha annunciato 390 offerte per un valore complessivo di 566 miliardi di dollari, cosa che le ha dato il 12,6% della quota di mercato. La società è particolarmente forte in Europa, in particolare nel Regno Unito, Francia, Germania, Italia, e nel Benelux, paese in cui detiene una costante posizione di preminenza. L'importanza di Rothschild si è estesa anche nell'Europa orientale, Asia e America Latina. La principale anomalia è in Nord America, dove l'azienda è leader di mercato nella ristrutturazione aziendale.
L'impresa è competitiva nei confronti di una vasta gamma di banche d'investimento ed è in concorrenza con conglomerati come Goldman Sachs, JPMorgan Chase, Lazard e Greenhill. In confronto, Lazard è leggermente più piccola e Greenhill è circa la metà.
Rothschild è una Banca d'affari che attualmente opera nei seguenti settori:
- Investment banking;
- Corporate banking;
- Private banking e trust;
- nel settore immobiliare;
- nel venture capital;
- nell'asset management (gestione degli investimenti).

## Nella cultura di massa
Fra le banche su cui si possono effettuare le sottoscrizioni per finanziare l'impresa spaziale oggetto del romanzo di Jules Verne Dalla Terra alla Luna compare anche N.M. de Rotschild di Londra.